# Persone di nome Giovanni/Allenatori di calcio
| Questa pagina contiene informazioni ricavate automaticamente dalle voci biografiche con l'ausilio del template Bio e di un bot. L'aggiornamento è periodico e automatico e ricostruisce completamente la pagina. Se manca una persona in questa lista, sei pregato di non aggiungerla, ma accertati piuttosto che la sua voce biografica contenga il template Bio e che i dati anagrafici siano correttamente compilati. Se il template Bio manca, inseriscilo tu stesso o, in alternativa, metti l'avviso {{tmp\|Bio}} che ne segnala la mancanza. Se i dati riportati sono sbagliati, correggi direttamente la voce biografica; le modifiche saranno visibili in questa lista entro pochi giorni. Per chiarimenti vedi il progetto antroponimi. La lista contiene solo le 51 persone che sono citate nell'enciclopedia e per le quali è stato implementato correttamente il template Bio. Pagina aggiornata al 23 mag 2025. |

Questa è una lista di persone presenti nell'enciclopedia che hanno il nome Giovanni e sono allenatori di calcio.

## A(1)
- Giovanni Ardemagni, allenatore di calcio e ex calciatore italiano (San Pellegrino Terme, n. 1946)

## B(9)
- Giovanni Bolzoni, allenatore di calcio e calciatore italiano (Milano, n. 1905 - Lecco, † 1980)
- Giovanni Bonanno, allenatore di calcio italiano (Palermo, n. 1925 - Mantova, † 2008)
- Giovanni Bonavita, allenatore di calcio e ex calciatore italiano (Bergamo, n. 1971)
- Giovanni Bosi, allenatore di calcio e ex calciatore italiano (Faenza, n. 1969)
- Giovanni Brenna, allenatore di calcio e ex calciatore italiano (Como, n. 1939)
- Giovanni van Bronckhorst, allenatore di calcio e ex calciatore olandese (Rotterdam, n. 1975)
- Giovanni Bubacco, allenatore di calcio e ex calciatore italiano (Venezia, n. 1938)
- Giovanni Bucaro, allenatore di calcio e ex calciatore italiano (Palermo, n. 1970)
- Giovanni Bussone, allenatore di calcio e calciatore italiano (Torino, n. 1927 - Torino, † 2014)

## C(8)
- Giovanni Campari, allenatore di calcio e calciatore italiano (Reggio Emilia, n. 1927 - Reggio Emilia, † 2016)
- Giovanni Cavasin, allenatore di calcio e calciatore italiano (Zelarino, n. 1912 - Venezia, † 1957)
- Giovanni Cervone, allenatore di calcio e ex calciatore italiano (Brusciano, n. 1962)
- Giovanni Chiecchi, allenatore di calcio e calciatore italiano (Montorio Veronese, n. 1904 - Verona, † 1984)
- Giovanni Clocchiatti, allenatore di calcio e calciatore italiano (Udine, n. 1920 - Lucca, † 1965)
- Giovanni Colella, allenatore di calcio e ex calciatore italiano (Salerno, n. 1966)
- Giovanni Cornacchini, allenatore di calcio e ex calciatore italiano (Fano, n. 1965)
- Giovanni Costantino, allenatore di calcio italiano (Messina, n. 1984)

## D(5)
- Giovanni Dall'Igna, allenatore di calcio e ex calciatore italiano (Malo, n. 1972)
- Giovanni Degni, allenatore di calcio e calciatore italiano (Roma, n. 1900 - Roma, † 1975)
- Giovanni Dellacasa, allenatore di calcio italiano (Torino, n. 1961)
- Gianni Di Marzio, allenatore di calcio, dirigente sportivo e commentatore televisivo italiano (Napoli, n. 1940 - Padova, † 2022)
- Giovanni Giuseppe Di Meglio, allenatore di calcio, dirigente sportivo e ex calciatore italiano (Ischia, n. 1975)

## F(2)
- Giovanni Fanello, allenatore di calcio e ex calciatore italiano (Pizzo, n. 1939)
- Giovanni Fasce, allenatore di calcio e ex calciatore italiano (Genova, n. 1970)

## G(2)
- Giovanni Gasparini, allenatore di calcio e calciatore italiano (Palosco, n. 1908)
- Giovanni Ivano Guerra, allenatore di calcio e ex calciatore italiano (Salò, n. 1963)

## H(1)
- Giovanni Hernández, allenatore di calcio e ex calciatore colombiano (Cali, n. 1976)

## I(2)
- Giovanni Ignoffo, allenatore di calcio e ex calciatore italiano (Palermo, n. 1977)
- Giovanni Indiveri, allenatore di calcio e ex calciatore italiano (Monopoli, n. 1974)

## L(2)
- Giovanni Lopez, allenatore di calcio e ex calciatore italiano (Roma, n. 1967)
- Giovanni Lorini, allenatore di calcio e ex calciatore italiano (Travagliato, n. 1957)

## M(5)
- Giovanni Marchese, allenatore di calcio e ex calciatore italiano (Caltanissetta, n. 1984)
- Giovanni Martusciello, allenatore di calcio e ex calciatore italiano (Ischia, n. 1971)
- Giovanni Masiello, allenatore di calcio e ex calciatore italiano (Roma, n. 1946)
- Giovanni Massignani, allenatore di calcio e calciatore belga (Genk, n. 1933 - Genk, † 2011)
- Giovanni Morabito, allenatore di calcio e ex calciatore italiano (Reggio Calabria, n. 1978)

## O(1)
- Giovanni Orfei, allenatore di calcio e ex calciatore italiano (Tivoli, n. 1976)

## P(6)
- Giovanni Pagliari, allenatore di calcio e ex calciatore italiano (Macerata, n. 1961)
- Giovanni Paschetta, allenatore di calcio e ex calciatore italiano (Belvedere Marittimo, n. 1975)
- Giovanni Pasquale, allenatore di calcio e ex calciatore italiano (Venaria Reale, n. 1982)
- Giovanni Pisano, allenatore di calcio e ex calciatore italiano (Siracusa, n. 1968)
- Giovanni Pittalis, allenatore di calcio e ex calciatore italiano (Nuoro, n. 1971)
- Giovanni Prevosti, allenatore di calcio e calciatore italiano (Brescia, n. 1922 - Brescia, † 2010)

## R(1)
- Giovanni Re, allenatore di calcio e ex calciatore italiano (Castel San Giovanni, n. 1956)

## S(4)
- Giovanni Scanu, allenatore di calcio italiano (Nuoro, n. 1975)
- Gianni Solinas, allenatore di calcio e ex calciatore italiano (Sassari, n. 1968)
- Giovanni Soncin, allenatore di calcio e ex calciatore italiano (Eraclea, n. 1964)
- Giovanni Stroppa, allenatore di calcio e ex calciatore italiano (Mulazzano, n. 1968)

## T(2)
- Giovanni Battista Tarò, allenatore di calcio italiano
- Giovanni Trainini, allenatore di calcio e ex calciatore italiano (Corzano, n. 1949)